# Jan Mayen
Jan Mayen er en 373 km² stor arktisk ø, delvist dækket af gletsjere. Her ligger også Norges eneste aktive vulkan, Beerenberg, der med sin højde på 2.277 meter er et af Norges højeste bjerge. Jan Mayen er en del af kongeriget Norge, og er ikke omfattet af Svalbardtraktaten.

## Historie

### Tidslinie
- Øen beskrevet første gang i 500-tallet.
- Øen genopdaget i 1607.
- Skilte med angivelse af norske meteorologiske institut for erhverv i 1922 og 1926.
- 1922 – Dele af øen var besat af det norske meteorologiske institut på vegne af Norge.
- 1926 – Hele øen var besat af det norske meteorologiske institut på vegne af Norge.
- 1929 – Øen Jan Mayen blev annekteret af Norge ved kongelig anordning af 8. maj.
- 1930 – Øen Jan Mayen blev en del af Kongeriget 27. februar, se lov om Jan Mayen, § 1.
- 1940 – Den meteorologiske station nedbrændte, og besætningen blev evakueret til England.
- 1941 – Aktiviteter på den meteorologiske station blev genoptaget.
- 1942 – Et tysk fly, et Junker Ju 88 D1 styrtede ned på Flykollen, og besætningen på fire blev dræbt. Episoden forblev ukendt indtil 23. august 1950.
- 1942 – Et tysk fly af typen Focke-Wulf Fw 200 styrtede ned i Danielsen-krateret 7. august, og besætningen på ni blev dræbt. Tyskerne mistænkte, at der var anlagt en jagerflybase på øen, da fly gik tabt. De planlagde derfor et angreb med fem skibe i oktober 1942; men efter rekognoscering med fly blev det frarådet. [1]
- 1943 – Amerikanerne etablerede en lyttestation midt i januar.
- 1960 – Jan Mayen lufthavn med landingsbanen Jan Mayensfield blev åbnet.
- 1962 – Olonkinbyen, øens hovedstad, blev åbnet.
- 1970 – Vulkanen Beerenberg havde et udbrud.
- 1973 – Vulkanen Beerenberg havde igen et udbrud.
- 1980 – Fiskerizonen omkring Jan Mayen blev udvidet til 200 nautiske mil - dog begrænset af grænselinjen mellem Jan Mayen og Grønland, trukket på grundlag af dommen af 14. juni 1993 i sagen ved den internationale domstol i Haag mellem Danmark og Norge, og begrænset af ydergrænsen for Islands økonomiske zone. [2]
- 1985 – Vulkanen Beerenberg havde et udbrud.
- 1995 – Administrationen af Jan Mayen blev overført fra guvernør til Nordland.
- 2010 – Jan Mayen var beskyttet som naturreservat 19. november.
- 2012 - 30. august blev øen ramt af et kraftigt jordskælv - styrke 6,6 på Richterskalaen.
- 2018 - I november blev øen ramt af endnu et kraftigt jordskælv - denne gang med styrke 6,8. [3]

### Opdagelsen af øen
De første beskrivelser af Jan Mayen findes fra 500-tallet, og det er grund til at tro, at øen var kendt i vikingetiden.  Henry Hudson genopdagede øen i 1607 og kaldte den Hudson's Tutches (eller Touches).  Hvalfangere fra Hull i England kom til øen i 1611 og gav den navnet Trinity Island; i 1612 kom den franske hvalfanger Jean Vrolicq dertil og kaldte den Île de Richelieu efter kardinal Richelieu.
Sommeren 1614 skete tre forskellige opdagelser af Jan Mayen. Fopp Gerritsz, leder af en hvalfangstskude udsendt af englænderen John Clarke fra Dunkirk, påstod (dog først i 1631) at have opdaget øen 18. juni og kaldt den Isabella.  Kaptajn Jan Jacobsz May van Schellinkhout (som øen i dag har navn efter) på skibet de Gouden Cath (= den gyldne kat) fra Amsterdam og kaptajn Jacob de Gouwenaer på de Orangienboom (= Appelsintræet) fra Enkhuizen ankom Jan Mayen i juli 1614, og kaldte den Joris Eylant efter korttegner Joris Carolus, som var med om bord og tegnede et kort af øen med dette navn, samt med navnene "dan meys Hoeck" og "Gouwenaers Bay". Hvalfangstselskabet Noordsche Compagnie leverede på denne baggrund et krav på øen dateret 29. august 1615. Jan May skal senere have overdraget øen til Richelieu, guvernør i Le Havre.  Begge kaptajner bekræftede, at et tredje hollandsk skib, Cleyn Swaentgen (= Lille Svane) under kaptajn Jan Jansz Kerckhoff og udsendt af Noordsche Compagnie fra Delft, allerede var på øen, da de ankom. De havde formodet, at den sidstnævnte, som havde kaldt øen Maurits Eylandt (eller Mauritius) efter Moritz af Oranien, ville rapportere fundet i hjemlandet. I stedet havde købmændene i Delft valgt at holde opdagelsen hemmelig, og vendte tilbage i 1615 i den hensigt at stikke fortjenesten i egen lomme. Den påfølgende sag pågik frem til 1617, hvor man enedes om, at begge selskaber i mellemtiden havde lov til at drive hvalfangst ved Jan Mayen.
Sit nuværende navn fik Jan Mayen efter kaptajn Jan Jacobsz May van Schellinkhout på skibet de Gouden Cath.

### Hvalfangst
I begyndelsen af 1600-tallet etablerede hollandske hvalfangere flere hvaloliekogerier på øen, således at de kunne udvinde olie fra hvalspæk. For det meste var et tusind mand i aktivitet på øen i sommermånederne, og flere mindre fæstningsværker blev bygget for at forhindre plyndring. Intensiv fangst medførte næsten udryddelse af grønlandshvalen, og hvalfangsten omkring Jan Mayen sluttede mellem 1640 og 1650. Øen blev forladt, og i løbet af de næste 230 år besøgte kun få skibe øen.
Der er enkelte rester af spækkogerierne og nogle hvalfangergrave tilbage, og for nogle år siden blev to større skydevåben fundet nær hovedfangststationen.

### Vulkanudbrud
Vulkanudbrud fandt sted på øen i 1732 og 1818 og igen i september 1970.

### Ny aktivitet
Efter hvalfangstperioden i 1600-tallet var der ingen aktivitet på øen indtil slutningen af 1800-tallet. En østrig-ungarsk videnskabelig ekspedition gennemførte kortlægning og udforskning af øen i 1882-83. Ekspeditionens kort var i almindelig brug frem til 1950'erne.
I begyndelsen af 1900-tallet iværksatte nordmænd fangst af polarræve. Rævejagten ophørte i slutningen af 1920'erne, da intensiv fangst havde ført til en stærk nedgang i rævebestanden. Af de første tretten fangsthytter findes fem stadig.
Den første meteorologiske station blev oprettet i 1921 af Hagbart Ekerold, og med undtagelse af vinteren 1940-41 har der været kontinuerlige meteorologiske observationer på Jan Mayen lige siden. Af den første meteorologiske station er der kun løse rester tilbage.

### Øen annekteres af Norge
Dele af øen blev okkuperet af Meteorologisk Institutt på vegne af Norge i 1922, og hele øen fulgte i 1926. Øen blev underlagt norsk suverænitet ved kongelig resolution den 8. maj 1929, og den blev en del af kongeriget 27. februar 1930, jf. Jan Mayen-lovens § 1.
Jan Mayen blev administreret fra Oslo gennem sysselmannen på Svalbard frem til 1. januar 1995. Derefter blev Jan Mayen lagt under fylkesmannen i Nordland. At Jan Mayen er en del af det norske rige, i modsætning til de antarktiske besiddelser, gør, at konventioner, som Norge er forpligtet af, også gælder Jan Mayen, hvis der ikke er taget forbehold ved ratificeringerne.

### 2. verdenskrig
Med undtagelse af vinteren 1940-41 har der været kontinuerlige meteorologiske observationer på Jan Mayen. Af frygt for tyske angreb blev det i 1940 besluttet at nedbrænde den meteorologiske station og evakuere personalet til England. Men overvejelser om den strategiske betydning af vejrobservationerne, blandt andre for konvojtransporten til Murmansk, gjorde, at man ønskede at genoptage observationerne. Året efter, i 1941, vendte personalet, sammen med norske soldater, tilbage til øen. For det meste talte styrken 52 mand. Der blev ikke gjort forsøg fra tysk side på at landsætte tropper på øen, men tyske fly og ubåde aflagde flere gange Jan Mayen besøg for at rekognoscere samt for at få vejrobservationer. Undtagelsesvis skød tyske fly mod mennesker og anlæg på observatoriebakken, men uden at forvolde større skade, hvorfor personalet kunne levere meteorologiske data gennem hele krigen.
To tyske fly styrtede ned på Jan Mayen under anden verdenskrig, og besætningen på i alt tretten personer omkom. Det første flystyrt fandt sted den 15. juli 1942 ved Flykollen, men var ukendt indtil resterne af et tysk Junkers Ju 88 D1 blev opdaget den 23. august 1950 med fire omkomne besætningsmedlemmer om bord. Det andet flystyrt fandt sted den 7. august 1942 ved Danielsenkrateret. Flyet var af typen Focke-Wulf Fw 200, og alle ni besætningsmedlemmer omkom. Området var den dag dækket af tæt tåge, så bombning ikke var mulig. Af samme grund blev flyet ikke beskudt fra observatoriebakken, da de norske styrker på grund af tågen ikke kunne afgøre om flyet var ven eller fjende. I 1959 blev resterne af besætningerne på de to fly begravet på krigskirkegården i Narvik.
I efteråret 1943 gav den norske regering USA lov til at etablere en radiolyttestation på Midt-Jan med det formål at pejle sig ind på hemmelige tyske radio- og meteorologiske stationer på Grønland. Den amerikanske base gik under navnet Atlantic City. Et krav var, at USA skulle fjerne stationen og forlade øen straks efter krigens ophør. USA blev på Jan Mayen indtil februar 1946. Den norske regering var stærkt optaget af amerikansk tilbagetrækning for at forhindre, at Sovjetunionen skulle få et påskud til at kræve lignende eller større militære anlæg på Svalbard.
Jan Mayen var den eneste del af kongeriget Norge, der under anden verdenskrig fuldt ud var under den lovlige norske regerings kontrol.

### Udvidelse af den økonomiske zone
I 1980 blev den økonomiske zone (fiskerizonen) udvidet til 200 sømil rundt om øen under protester fra naboøerne Island og Grønland. Norge godtog ved aftaler med Island den 28. maj 1980 og 22. oktober 1981 en indsnævring af Jan Mayen-zonen, ved at Jan Mayens økonomiske zone blev afgrænset af den islandske 200-sømilzone og ikke ved midterlinjen. Tvisten om afgrænsningen mod Grønlands økonomiske zone blev afgjort i Jan Mayen-sagen mellem Danmark og Norge af den Internationale Domstol i Haag i 1993. Aftalerne med Danmark og Island blev fremmet af kongen i statsråd den 13. februar 1998 og vedtaget af Stortinget den 2. april 1998.

### Nedtrapning af virksomheden
Den bemandede kystradiostation på Jan Mayen blev i 1995 nedlagt og overført til Bodø Radio, hvorfra den fjernstyres via satellit.
Loran-C-stationerne i Norge blev i 2004 besluttet nedlagt inden den 1. januar 2006, deriblandt stationen på Jan Mayen. Regeringen offentliggjorde den 9. december 2005, at den ønskede at fremme et forslag for videre drift af stationerne og den 23. juni 2006 offentliggjorde Fiskeri- og Kystdepartementet, at driften af de fire norske Loran-C-stationer ville blive forlænget til udgangen af 2009. Årsagen til forlængelsen af driften var øget interesse for det jordbaserede navigationssystem i Europa. Departementet var blevet opfordret af blandt andre EU, Storbritannien og Frankrig til af videreføre driften af stationerne.

## Geografi
Øen er 373 km² stor, ligger 600 kilometer nordøst for Island og 500 kilometer øst for Grønland. Den ligger omtrent 1000 kilometer fra både den norske kyst og Svalbard. Øen strækker sig 53 kilometer fra sydvest til nordøst mellem 70° og 72°N og mellem 8° og 9°V. Bredden spænder fra 2,5 til 15,8 kilometer.
Øen er opdelt i tre dele, den smalle og lave tange Midt-Jan samt de bjergrige Nord-Jan og Sør-Jan.

## Naturforhold
Jan Mayen er en del af den midtatlantiske ryg. Denne undervandsbjergkæde strækker sig sydpå til Bouvetøen og består af vulkansk fjeld, dannet for indtil en million år siden i sprækken mellem Amerikas og Europas/Afrikas kontinentalplader. Jan Mayen er den synlige top på et af disse vulkanske fjelde, hvis fod er cirka 3.000 meter under havets overflade. Jan Mayens kendetegn er den 2.277 meter høje vulkan Beerenberg, som for en stor dels vedkommende er dækket af en gletsjer og udgør hele den nordlige del af øen (Nord-Jan). Beerenberg, der er en aktiv vulkan, havde sit seneste udbrud i 1985. Hele øen er af vulkansk oprindelse, men om sommeren giver mos, græs og hårdføre blomster farve til det ellers dystre landskab. Klippegrunden ligner meget store dele af Island.

### Bjerge
Jan Mayen er det eneste område i Norge, som har aktive vulkansystemer og vulkanske klippearter afsat efter istiden. Den snedækkede vulkan Beerenberg er stadig aktiv og er verdens nordligste aktive vulkan. Beerenberg er en stratovulkan og har haft seks udbrud siden 1732, med det seneste udbrud i 1985. Der kommer stadig damp fra både hovedkrateret og enkelte andre steder på øen.

### Indsøer
Ved den smalleste del af øen ligger øens to indsøer, Nordlaguna og Sørlaguna. Nordlaguna er 40 meter på det dybeste sted og var en vigtig ferskvandskilde. Men i løbet af de seneste ti år er området, der adskiller lagunen fra havet, blevet smallere, således at høje bølger slår over fra havet og gør dens vand brakt. Sørlaguna er meget større, men den er ikke ret dyb og kan udtørre om sommeren.

### Klima
Øen ligger i overgangen mellem arktisk og tempereret klima med relativt milde vintre og kølige somre med en månedlig middeltemperatur på Midt-Jan der varierer mellem +5 °C og -6 °C. Øen ligger i en lavtryksbane, som ofte fører mild luft ind sydfra. Den årlige nedbørsmængde varierer med de topografiske forhold, men måles til omkring 700 mm på Midt-Jan. Øen er ofte dækket af tåge, og de omkringliggende havområder er tilisede mellem februar og april.

### Flora
Vegetationen domineres af lavtvoksende urter, lav og mosser. Der vokser ikke buske eller træer på Jan Mayen. Enkelte arter er endemiske.

### Fauna
Afstanden til andre landområder gør at artsrigdommen er begrænset på Jan Mayen, men øen er alligevel et vigtigt ynglested for flere havfuglearter, og 27 fuglearter yngler fast på øen. De store kolonier med mallemuk, søkonge og polarlomvie anses for at have både national og international beskyttelsesværdi. Andre store forekomster af fuglearter er ride og lunde. Totalt er det observeret 98 forskellige fuglearter som besøger øen periodisk.
Polarræven var tidligere det eneste talrige pattedyr på øen, men intensiv jagt i begyndelsen af 1900-tallet førte til, at polarræven næsten blev udryddet. Klapmyds og grønlandssæl har ynglepladser på den nordvestlige del af Jan-Mayen. Isbjørne optræder uregelmæssigt, når iskanten ligger op mod Jan Mayen om vinteren.
De to mest kommercielt værdifulde havressourcer på øen er ørred og kammusling.
Søen Nordlaguna på Midt-Jan er det eneste ferskvandsøkosystem som ikke indtørrer i tørre perioder. Den har en bestand af ferskvandsørred, som man antager har været isoleret fra omverdenen mellem 1500 og 4000 år.

## Demografi
De eneste indbyggere på øen er personale fra Norges Forsvar samt Meteorologisk Institutt, i alt 18 personer. 14 personer er ansat i Forsvaret og de resterende fire af Meteorologisk Institutt. Indbyggertallet øges i sommerhalvåret hvor vedligehold bliver udført på øens installationer. Tjenestetiden er et halvt eller et helt år, og personaleskifte sker i april og oktober. Forsvarets personale driver en Loran-C-station. Både den meteorologiske station og Loran-C-station ligger få kilometer fra Olonkinbyen, hvor hele personalet bor.

## Erhverv
Det er ingen udnytbare naturressourcer på Jan Mayen. Den økonomiske aktivitet er begrænset til drift af den norske radio- og vejrstation som ligger på øen, samt Forsvarets (Forsvarets Logistikkorganisasjon IKT) Loran-C-station.

### Jan Mayen Radio
Jan Mayen Radio var en norsk kystradiostation, bygget i 1921 ved Eldstemetten på østsiden af øen. Radiostationen bestod af en 3 kW Telefunken gnistsender og 55 meter høje træmaster til antenner. I september 1940 blev stationen ødelagt af norske styrker og personalet sendt til Island. I 1941 blev der bygget en station ved Nordlaguna på vestsiden af øen. Efter krigen blev den flyttet op på plateauet oven for Nordlaguna, som i dag hedder Libergsletta. I 1962 blev radiostationen flyttet til Helenesanden 3 kilometer nord for Norges Forsvars Loran-C-station. I 1984 blev telegrafikravet fjernet, og radiostationen blev flyttet til Forsvarets station. I 1985 blev Jan Mayen konsolfyr, som havde haft betydning for navigationen i Nordatlanten, nedlagt. I 1989 blev der installeret VHF-sæt på Danielsenkrateret, og i 1994 blev en MF-digital-selcall-sender installeret, med fjernstyring fra Bodø Radio. Stationen kontrolleres i dag fra Bodø Radio via satellit, men kan tages i lokal kontrol ved forbindelsesnedbrud mod Eik Jordstasjon.

## Kommunikation
Adgangsmulighederne til Jan Mayen er begrænsede. Nemmeste adgang er med fly, hvor man lander på øens 1.585 meter lange landingsbane. Jan Mayens flyveplads er udsat for vejrliget og anvendes hovedsagelig af Norges Forsvars C-130 Hercules-fly, som kommer med forsyninger hver anden eller tredje måned. Etableringen af Jan Mayens flyveplads blev påbegyndt i august 1960, og det første fly, et Catalina-fly fra Norges Luftforsvar, landede den 17. september 1960 for at hente en person der var blevet akut syg med bughindebetændelse. Det første civile fly landede den 29. oktober 1961, og var et Douglas DC-4 fra Braathens SAFE. Før flyvepladsen blev etableret, blev post til Jan Mayen om vinteren udkastet fra Catalina-fly. Øen har ingen naturlig havn, og landgang fra både kan være farlig, men det er muligt på både nord- og sydsiden.